# Pëtr Kuz'mič Kozlov
Pëtr Kuz’mič Kozlov (in russo Пётр Кузьми́ч Козло́в?; Duchovščina, 3 ottobre 1863 – Peterhof, 26 settembre 1935) è stato un esploratore russo che proseguì gli studi di Nikolaj Michajlovič Prževal'skij in Mongolia e Tibet.

## Biografia
Nonostante i genitori volessero indirizzarlo verso una carriera militare, Kozlov scelse di unirsi alla spedizione di Nikolaj Prževal'skij. Dopo la morte del mentore Kozlov proseguì i viaggi in Asia con i successori Pevcov e Roborovskij. Nel 1895 assunse il comando generale della spedizione da Roborovsky. Dal 1899 al 1901 esplorò e descrisse in un libro le sorgenti del fiume Giallo, del fiume Azzurro e del Mekong.
Nel primo decennio del XX secolo, quando il Grande gioco raggiunse il culmine, Kozlov rivaleggiò con Sven Hedin e Aurel Stein nel tentativo di essere il primo esploratore dello Xinjiang. Nonostante fosse in buoni rapporti con Hedin ed altri esploratori stranieri, il governo britannico, rappresentato da George Macartney, ne controllò i movimenti in Asia centrale. La visita del 1905 di Kozlov al Dalai Lama ad Urga causò "al War Office britannico uno spavento", soprattutto dopo che il Lama dichiarò l'intenzione di "trasferirsi entro i confini della Russia".
Durante la spedizione del 1907–1909, Kozlov esplorò il deserto del Gobi scoprendo le rovine di Khara-Khoto, una città Tangut distrutta dai cinesi Ming nel 1372. Gli occorsero numerosi anni per scavare il sito e riportare a San Pietroburgo non meno di 2000 libri in lingua tangut. Kozlov descrisse i propri ritrovamenti in un voluminoso libro intitolato Mongolia e Amdo e la Città Morta di Khara-Khoto (1923).
La sua ultima spedizione in Mongolia e Tibet (1923–1926) portò alla scoperta di un'incredibile quantità di sepolture reali Xiongnu a Noin-Ula. Dopo aver portato a San Pietroburgo alcuni straordinari esemplari di tessuti battriani antichi di 2000 anni, Kozlov si ritirò dal lavoro scientifico e si trasferì in un villaggio nei pressi di Velikij Novgorod.
Kozlov sposò Elizaveta Vladimirovna Puškarëva, una donna di 29 anni più giovane, che lo aveva accompagnato nell'ultima spedizione come ornitologa, e che avrebbe pubblicato numerose monografie e studi scientifici sull'avifauna dell'Asia centrale.